# Літопис Граб'янки

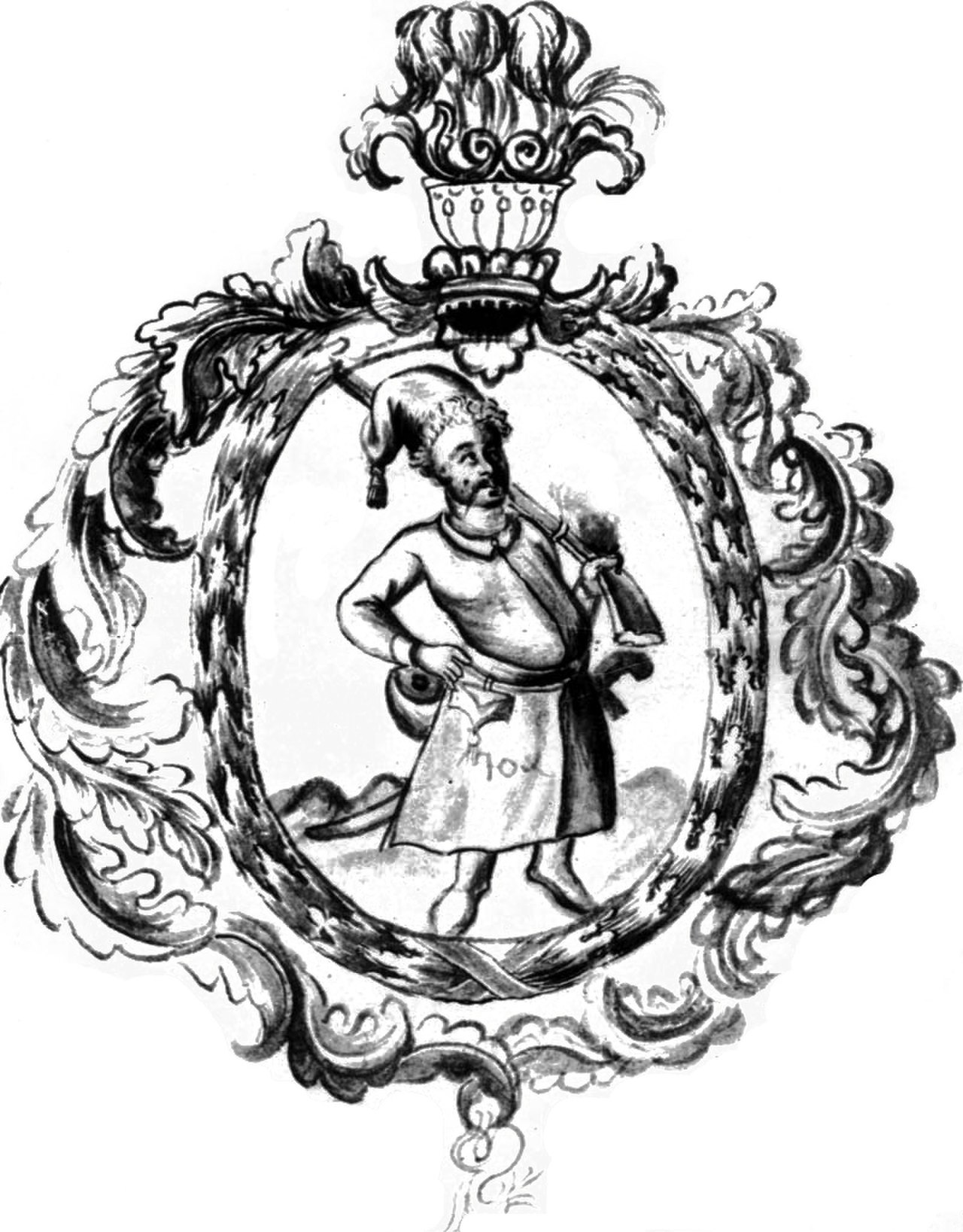
Герб Війська Запорозького

Літопис гадяцького полковника Григорія Граб'янки — козацький літопис 2-ї половини XVII — початку XVIII століття, складений гадяцьким полковником Григорієм Граб'янкою.
Вперше літопис опублікував без імені автора Ф. Туманський у журналі "Рос. магазин" (1793, ч. 2, 3). У 1854 літопис опублікувала Київська археографічна комісія з найповнішім і найдавнішим списком, переписаним скорописом часів життя автора. Тепер відомо понад 40 списків, які зберігаются в Центральній науковій бібліотеці АН України (19), бібліотеці ім. Леніна (7), Публічній бібліотеці ім. Салтикова-Щедрина в С.Петербурзі (7), Черніг. істор. музеї (2), істор. Музеї СРСР та інших. 

## Опис
Літопис Граб'янки — одна з найвидатніших пам'яток української історіографічної прози кінця XVII — початку XVIII століття. За ним, а також за літописами Самовидця і Величка закріпилася назва «козацькі літописи». Але така назва досить умовна, бо кожен цей твір є складною, багатоплановою композицією, в якій поєднуються характеристики історичних діячів, описи подій — битв, повстань, змов тощо, окремі документи, тлумачення тих чи інших періодів життя України і яка надто далека від традиційної літописної форми.
Відповідно до свого завдання — звеличення Богдана Хмельницького і його доби — Граб'янка написав твір складною, стилізованою під церковнослов'янську українською книжною мовою того часу. Архаїзуючи мову, автор прагнув досягти високого, патетичного стилю розповіді, в яку все ж проникли народнорозмовні елементи.
Твір Граб'янки значною мірою компілятивний. Серед своїх головних джерел автор називає спогади сучасників подій, а також твори вітчизняних та іноземних історіографів. Найбільше Граб'янка користувався літописом Самовидця; «Синопсисом», який був вперше виданий 1674 року, довгий час служив свого роду підручником історії і витримав близько 30 видань; латиномовною працею «Польські аннали» офіційного історіографа польських королів Веспасіана Коховського, 3 томи якої вийшли у Кракові 1683, 1688 та 1698 років; а особливо поемою поляка Самуеля Твардовського «Громадянська війна», виданою в Калішу 1681 року. Крім того, Граб'янка посилається на твори Мартина Кромера, Мартина та Йоахіма Бєльського, Мацея Стрийковського, Алессандро Ґваньїні, Самуїла Пуфендорфа та Йоганна Гібнера. Але літопис не є простим механічним зведенням відомостей, взятих з різних джерел. Це самостійний твір, в якому відчутне виразне авторське начало.
«Літопис Григорія Граб'янки» описує історію з часів виникнення козацтва і до 1709 року. У тексті літопису подається багато державних документів, гетьманських універсалів, актів, грамот.